# Giżyn (Pyrzyce)
Giżyn (deutsch Giesenthal) ist ein Dorf in der Woiwodschaft Westpommern in Polen. Es gehört zu der Gmina Pyrzyce (Gemeinde Pyritz) im Powiat Pyrzycki (Pyritzer Kreis).

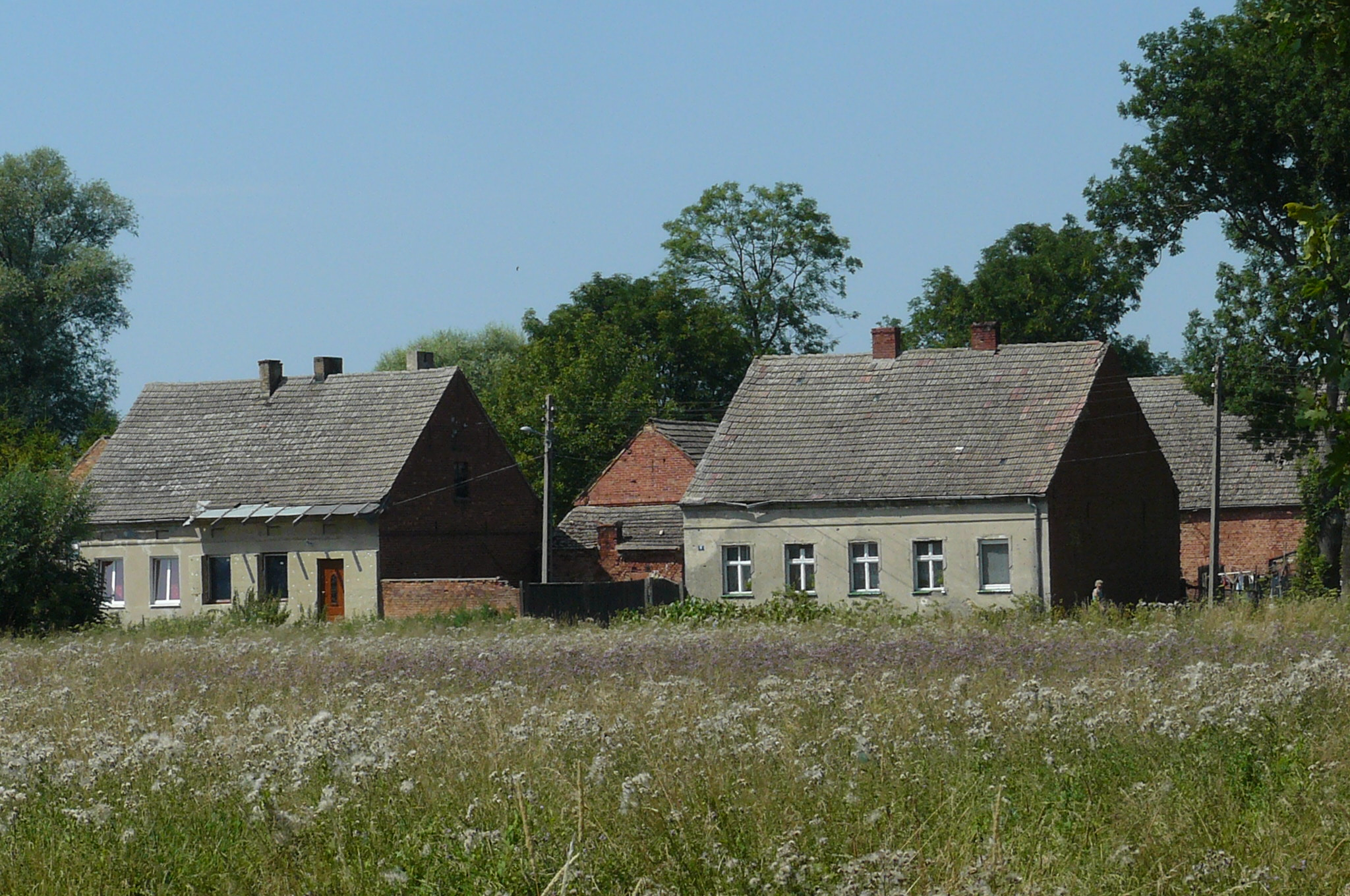
Ortsbild (Aufnahme von 2015)

## Geographische Lage
Das Dorf liegt in Hinterpommern, etwa 28 Kilometer südöstlich von Stettin und etwa 10 Kilometer nördlich der Kreisstadt Pyritz.
Das eigentliche Dorf liegt in der Form eines Straßendorfes in West-Ost-Richtung entlang des Kattengrabens, der den westlich gelegenen Bangastsee mit dem Madüsee im Osten verbindet und das Land entwässert. Zum Dorf gehört auch die Bebauung an einem Weg, der am westlichen Dorfende nach Süden abzweigt.
Der nächste Nachbarort ist Ostrowica (Raumersaue), der als Straßendorf an einem Weg liegt, der etwa in der Dorfmitte nach Süden abzweigt.

## Geschichte
Das Dorf wurde im Jahre 1777 unter König Friedrich dem Großen gegründet: Der König ließ ab 1770 den Wasserspiegel des Madüsees absenken, wodurch Land gewonnen wurde und vor allem Bruchland trockengelegt werden konnte. In diesem Zuge ließ der König einige neue Siedlungen („Kolonien“) anlegen. Zu diesen gehört Giesenthal, das im Amt Kolbatz ab 1777 auf der Landfläche westlich des Madüsees, die Madanzig genannt, angelegt wurde, ebenso wie gleichzeitig der Nachbarort Raumersaue. Der Ortsname „Giesenthal“ wurde nach dem Kriegs- und Domänenrat Ernst Bleichert Giese gewählt.
Der Zustand nach Anlegung des neuen Dorfes ist in Ludwig Wilhelm Brüggemanns Ausführlicher Beschreibung des gegenwärtigen Zustandes des Königlich Preußischen Herzogtums Vor- und Hinterpommern (1784) überliefert: Damals lebten hier „10 Holländerfamilien und noch 4 andere Familien (...). Eine jede von den 10 Holländerfamilien besitzet an Lande 68 Morgen, und eine jede von den 4 andern Familien 29 Morgen.“
Um 1860 hatte sich die Besitzstruktur verändert: Es bestanden eine große Kolonistenstelle, die aus drei Kolonistenstellen gebildet war, sieben Kolonistenstellen und vier Halbkolonistenstellen, die durch Teilung von Kolonistenstellen entstanden waren. Daneben gab es 29 Büdner, eine Windmühle und einen Krug. Der Dorfschulze Rusch galt als betriebsamer Mann, er hatte eine Ölmühle und im Jahre 1835 eine Kartoffelsirupfabrik angelegt.
Wohl nach 1910 wurde die Gemeinde Giesenthal mit der benachbarten Gemeinde Raumersaue zur Gemeinde Giesenthal-Raumersaue zusammengeschlossen. Bis 1945 gehörte Giesenthal als Teil der Gemeinde Giesenthal-Raumersaue zum Landkreis Pyritz der Provinz Pommern. Die Gemeinde zählte im Jahre 1925 226 Einwohner in 45 Haushaltungen.
Nach dem Zweiten Weltkrieg kam Giesenthal, wie alle Gebiete östlich der Oder-Neiße-Grenze, an Polen. Die Bevölkerung wurde vertrieben. Das Dorf erhielt den polnischen Ortsnamen „Giżyn“.

## Entwicklung der Einwohnerzahl
- 1867: 375 Einwohner[6]
- 1871: 324 Einwohner[6]